# 拉格吕埃尔
拉格吕埃尔（法語：Lagruère，法語發音：[laɡʁyɛʁ]）是法国洛特-加龙省的一个市镇，属于马尔芒德区。

## 地理
拉格吕埃尔（44°23'39"N, 0°14'58"E）面积9.86 平方千米，位于法国新阿基坦大区洛特-加龍省，该省份为法国西南部内陆省份，北起多爾多涅省，西接吉倫特省和朗德省，南至热尔省，东临塔恩-加龙省和洛特省。
与拉格吕埃尔接壤的市镇（或旧市镇、城区）包括：维勒通、卡隆日、福耶、勒马斯达日奈、塞内斯蒂、托南斯。

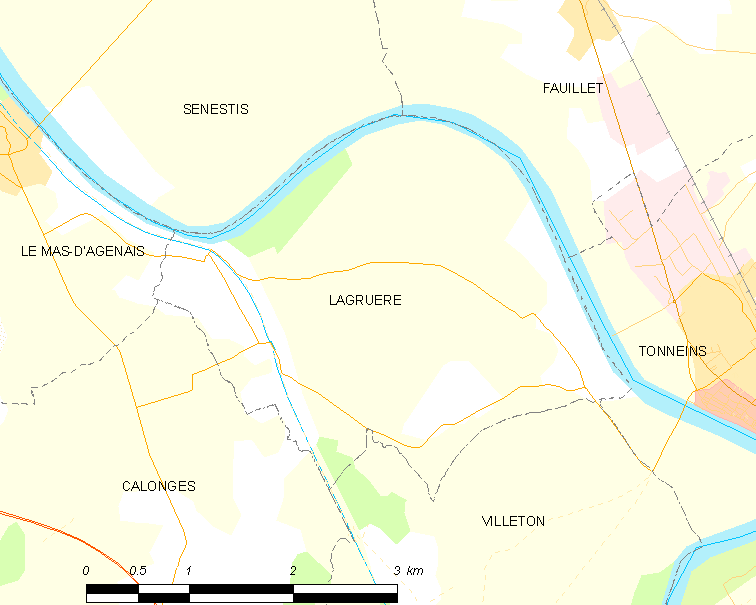
拉格吕埃尔的OSM定位图

拉格吕埃尔的时区为UTC+01:00、UTC+02:00（夏令时）。

## 行政
拉格吕埃尔的邮政编码为47400，INSEE市镇编码为47130。

## 政治
拉格吕埃尔所属的省级选区为加斯科涅森林县。

## 人口

1962-2008年间拉格吕埃尔人口变化图示

拉格吕埃尔于2022年1月1日时的人口数量为343人。